# Himertula vidhyavathiae
Himertula vidhyavathiae är en insektsart som beskrevs av Sigfrid Ingrisch och M.C. Muralirangan 2004. Himertula vidhyavathiae ingår i släktet Himertula och familjen vårtbitare. Inga underarter finns listade i Catalogue of Life.